# Мадані
Мада́ні (каз. Мәдени) — село у складі Толебійського району Туркестанської області Казахстану. Адміністративний центр Жогарги-Аксуського сільського округу.
Населення — 1236 осіб (2021; 1294 у 2009, 1370 у 1999, 1224 у 1989).